# Застава Камбоџе
Застава Камбоџе је поново усвојена 1993. године, после проглашења монархије.

## Историјске заставе Камбоџе
| Застава | Време                 | Кориштена                                  |
| ------- | --------------------- | ------------------------------------------ |
|         | 1863–1948             | Застава за време француског протекторијата |
|         | 1942–1945             | Застава за време Јапанске окупације        |
|         | 1948–1970, 1993–данас | Застава Краљевства Камбоџе                 |
|         | 1970–1975             | Застава Кмерске Републике                  |
|         | 1975–1979             | Застава Демократске Кампућије              |
|         | 1979–1989             | Застава Народне Републике Кампућије        |
|         | 1989–1991             | Застава Републике Камбоџе                  |
|         | 1992–1993             | Застава Камбоџе за време УНТАКа            |

## Краљевска застава
| Застава | Време употребе | Корисник                             |
| ------- | -------------- | ------------------------------------ |
|         | 1993–          | Владарска застава камбоџанског краља |